# Гімн Вануату
Гімном Вануату — пісня мовою біслама «Yumi, Yumi, Yumi». Автором слів та музики є Франсуа Вінсент Айссав.
| Біслама | Англійська | Французька | Неофіційний переклад |
| Приспів: Yumi, Yumi, yumi i glat long talem se Yumi, yumi, yumi i man blong Vanuatu God i givim ples ia long yumi, Yumi glat tumas long hem, Yumi strong mo yumi fri long hem, Yumi brata evriwan! (приспів) Plante fasin blong bifo i stap, Plante fasin blong tedei, Be yumi i olsem wan nomo, Hemia fasin blong yumi! (приспів) Yumi save plante wok i stap, Long ol aelan blong yumi, God i helpem yumi evriwan, Hem i papa blong yumi! (приспів) | Приспів: We, we, we are happy to proclaim We, we, we are the people of Vanuatu God has given us this land, We have great cause for rejoicing We are strong and we are free in this land We are all brothers (приспів) There were many ways before There are many ways today But we are all one Despite our many ways (приспів) We work hard on our many islands God helps us in our work He is Our Father! (приспів) | Приспів: Nous nous nous sommes fiers de dire que Nous nous nous sommes des Hommes du Vanuatu ! Dieu nous a donné cet endroit, Nous y sommes très heureux, Nous y sommes forts et libres, Nous sommes tous frères ! (приспів) Il y a beaucoup de coutumes du passé, Il y a beaucoup de coutumes d'aujourd'hui, Mais nous ne sommes qu'un, Voilà notre coutume ! (приспів) Nous savons qu'Il y a beaucoup de travail, Sur toutes nos îles, Dieu nous aide tous, Il est Notre Père. | Приспів: Ми, ми, ми щасливі свідчити Ми, ми, ми є народом Вануату Бог дав нам цю землю, Ми маємо значну підставу святкувати Ми сильні і ми вільні на цій землі Ми всі є братами (приспів) Колись було багато шляхів Тепер є багато шляхів Та ми все одно разом Незважаючи на наші різні шляхи (приспів) Ми наполегливо працюємо На наших численних островах Бог нам допоможе Він наш батько |